# Зграда Великокикиндског Диштрикта
Зграда Великокикиндског Диштрикта се налази на Тргу српских добровољаца 19., у Кикинди. Зграда представља културно добро од великог значаја.

## Историја
Зграда српског Привилегованог великокикиндског Диштрикта – Курија, је подигнута између 1836–39. године за потребе административних и управних служби.
Зграда је својевремено била седиште општинског суда и затвора, а данас се у овој згради налазе Народни музеј и Историјски архив.

## Изглед зграде
Зграда је рађена у класицистичком духу, са приземљем и спратом, затворене основе сачињене од четири крила. Централни део главне фасаде наглашен је ризалитом са монументалним улазом кроз касетирана врата и спратним балконом на конзолама и оградом сачињеном од кованог гвожђа. Плитки пиластри између отвора на балкону носе тимпанон са грбом Кикинде у средини. Насупрот централног дела, бочни делови фасаде су мало скромније урађени, са полукружним нишама изнад прозора приземља, плитким венцима и равним натпрозорницама на спрату. Бочна фасада поседује централни ризалит без декоративних елемената. Фасада је једноставно обрађена, наглашене хоризонталне поделе соклом, фугама и венцима са ритмично постављеним прозорским отворима.

## Реконструкције
У периоду од 2001–2004 године, вршени су радови на обнови објекта. Наредни конзерваторско-рестаураторски радови су вршени 2006. године.
- Поглед на зграду са Трга
- Хол зграде
- Реплика мамута Кика у дворишту зграде
- Балкон зграде и грб
- Поглед на зграду са Трга
- Улаз зграде
- Фонтана „Породица” испред зграде